# 超大规模集成电路

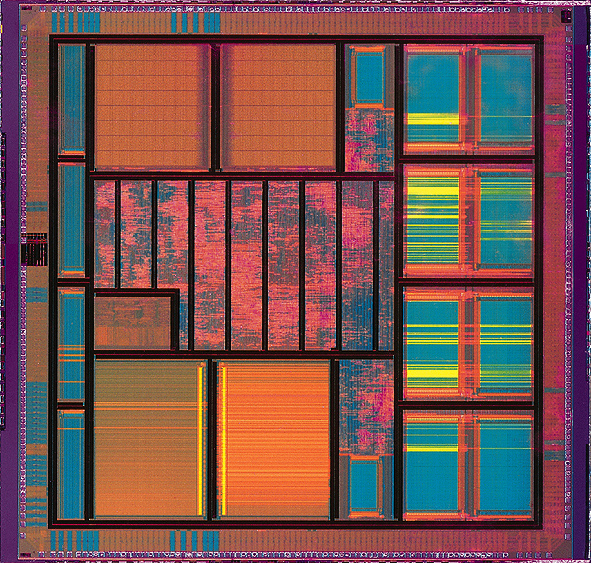
一个超大规模集成电路的晶粒

超大规模集成电路（英語：Very large-scale integration），是一种将大量晶体管组合到单一芯片的集成电路，其集成度大于大规模集成电路。集成的晶体管数在不同的标准中有所不同。从1970年代开始，随着复杂的半导体以及通信技术的发展，集成电路的研究、发展也逐步展开。计算机裡的控制核心微处理器就是超大规模集成电路的最典型实例，超大规模集成电路设计（VLSI design），尤其是数字集成电路，通常采用电子设计自动化的方式进行，已经成为计算机工程的重要分支之一。

## 历史
在1920年代，一些发明家试图掌握控制固态二极管中电流的方法，他们的构想在后来的双极性晶体管中得以实现。然而，他们的设想直到第二次世界大战结束之后才得以实现。在战争时期，人们把精力集中在制造雷达这样的军工产品，因此电子工业的发展并不如之后那样迅猛，不过人们对于半导体物理学的了解逐渐增加，制造工艺水平也逐渐提升。战后，许多科学家重新开始从事固态电子器件的研究。1947年，著名的贝尔实验室成功地研制了晶体管。自此，电子学的研究方向从真空管转向到了固态电子器件。
晶体管在当时看来具有小型、高效的特点。1950年代，一些电子工程师希望以晶体管为基础，研制比以前更高级、复杂的电路充满了期待。然而，随着电路复杂程度的提升，技术问题对器件性能的影响逐渐引起了人们的注意。
像计算机主板这样复杂的电路，往往对于响应速度有较高的要求。如果计算机的元件过于庞大，或者不同元件之间的导线太长，电信号就不能够在电路中以足够快的速度传播，这样会造成计算机工作缓慢，效率低下，甚至引起逻辑错误。
1958年，德州仪器的杰克·基尔比找到了上述问题的解决方案。他提出，可以把电路中的所有元件和芯片用同一半导体材料块制成。当时他的同事们正在度假，他们结束度假后，基尔比立即展示了他的新设计。随后，他研制了一个这种新型电路的测试版本。1958年9月，第一个集成电路研制成功。尽管这个集成电路在现在看来还非常粗糙，而且存在一些问题，但集成电路在电子学史上确实是个创新的概念。通过在同一材料块上集成所有元件，并通过上方的金属化层连接各个部分，就不再需要分立的独立元件了，这样，就避免了手工组装元件、导线的步骤。此外，电路的特征尺寸大大降低。随着电子设计自动化的逐步发展，制造工艺中的许多流程可以实现自动化控制。自此，把所有元件集成到单一硅片上的想法得以实现，小规模集成电路（Small Scale Integration, SSI）时代始于1960年代早期，后来历经中规模集成电路（Medium Scale Integration, MSI，1960年晚期）、大规模集成电路和超大规模集成电路（1980年早期）。超大规模集成电路的晶体管数量可以达到10,000个（现在已经高达1,000,000个）。

## 发展现状
截至2016年晚期，數十亿级别的晶体管处理器已经普遍。随着半导体制造工艺从10纳米水平跃升到下一步7纳米，会遇到诸如量子穿隧效應之类的挑战。值得注意的例子是英伟达的GeForce 10系列，代號『NVIDIA TITAN X』的图形处理器的顯示核心，采用了全部120亿个晶体管来处理数字逻辑。而Itanium的大多数晶体管是用来构成其3千兩百萬字節的三級緩存。Intel Core i7处理器的芯片集成度达到了14亿个晶体管。目前所采用的设计与早期不同的是它广泛应用电子设计自动化工具，设计人员可以把大部分精力放在电路逻辑功能的硬件描述语言表达形式，而功能验证、逻辑仿真、逻辑综合、布局、布线、版图等可以由计算机辅助完成。

## 挑战
由于技术规模不断扩大，微处理器的复杂程度也不断提高，微处理器的设计者已经遇到了若干挑战。
- 功耗、散热：随着元件集成规模的提升，单位体积产生的热功率也逐渐变大，然而器件散热面积不变，造成单位面积的热耗散达不到要求。同时，单个晶体管微弱亚阈值电流造成的静态功耗由于晶体管数量的大幅增加而变得日益显著。人们提出了一些低功耗设计技术，例如动态时钟频率调整（Dynamic frequency scaling (DVS)，又称），来降低耗散总功率。[5]
- 工艺偏差：由于光刻技术受限于光学规律，更高精确度的掺杂以及刻蚀会变得更加困难，[6]造成误差的可能性会变大。设计者必须在芯片制造前进行技术仿真。
- 更严格的设计规律：由于光刻和刻蚀工艺的问题，集成电路布局的设计规则必须更加严格。在设计布局时，设计者必须时刻考虑这些规则。定制设计的总开销现在已经达到了一个临界点，许多设计机构都倾向于始于电子设计自动化来实现自动设计。
- 设计收敛：由于数字电子应用的时钟频率趋于上升，设计者发现要在整个芯片上保持低时钟偏移更加困难。这引发了对于多核心、多处理器架构的兴趣（参见阿姆达尔定律）。
- 成本：随着晶粒尺寸的缩小，晶圆尺寸变大，单位晶圆面积上的晶粒数增加，这样制造工艺所用到的光罩的复杂程度就急剧上升[6]。现代高精度的光掩模技术十分昂贵。